# Crane Park
Pour les articles homonymes, voir Crane.

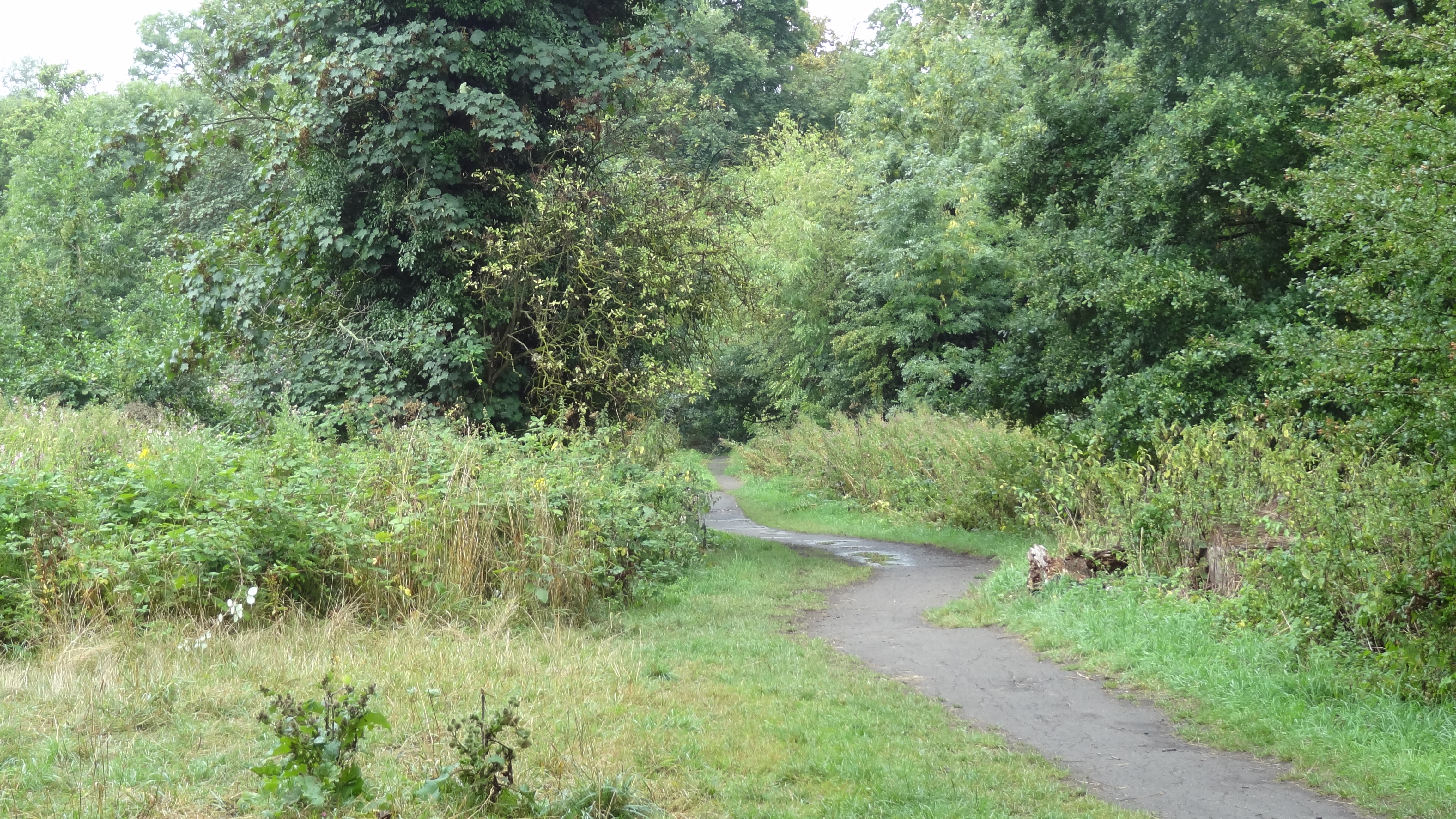
Chemin dans le parc

Crane Park est un parc public de 30 hectares situé près de la Crane River, à l'ouest de Twickenham, à Londres. Le parc au nord de la rivière se trouve dans le Borough londonien de Richmond upon Thames et le sud dans le Borough londonien de Hounslow. Il fait partie du site d'importance métropolitaine du Crane Corridor pour la conservation de la nature et comprend deux réserves naturelles locales, Crane Park Island et Pevensey Road,,. 

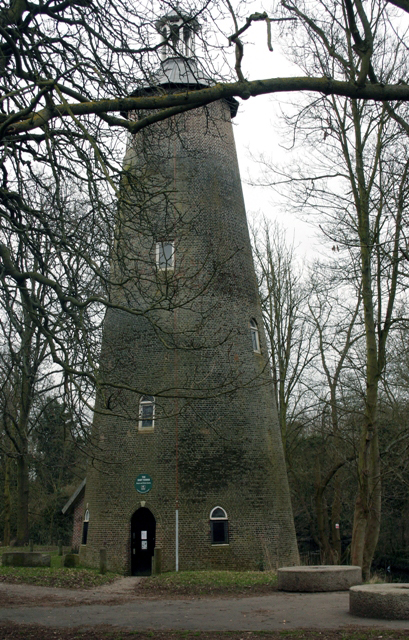
Shot Tower, ou Brick Tower

## Histoire

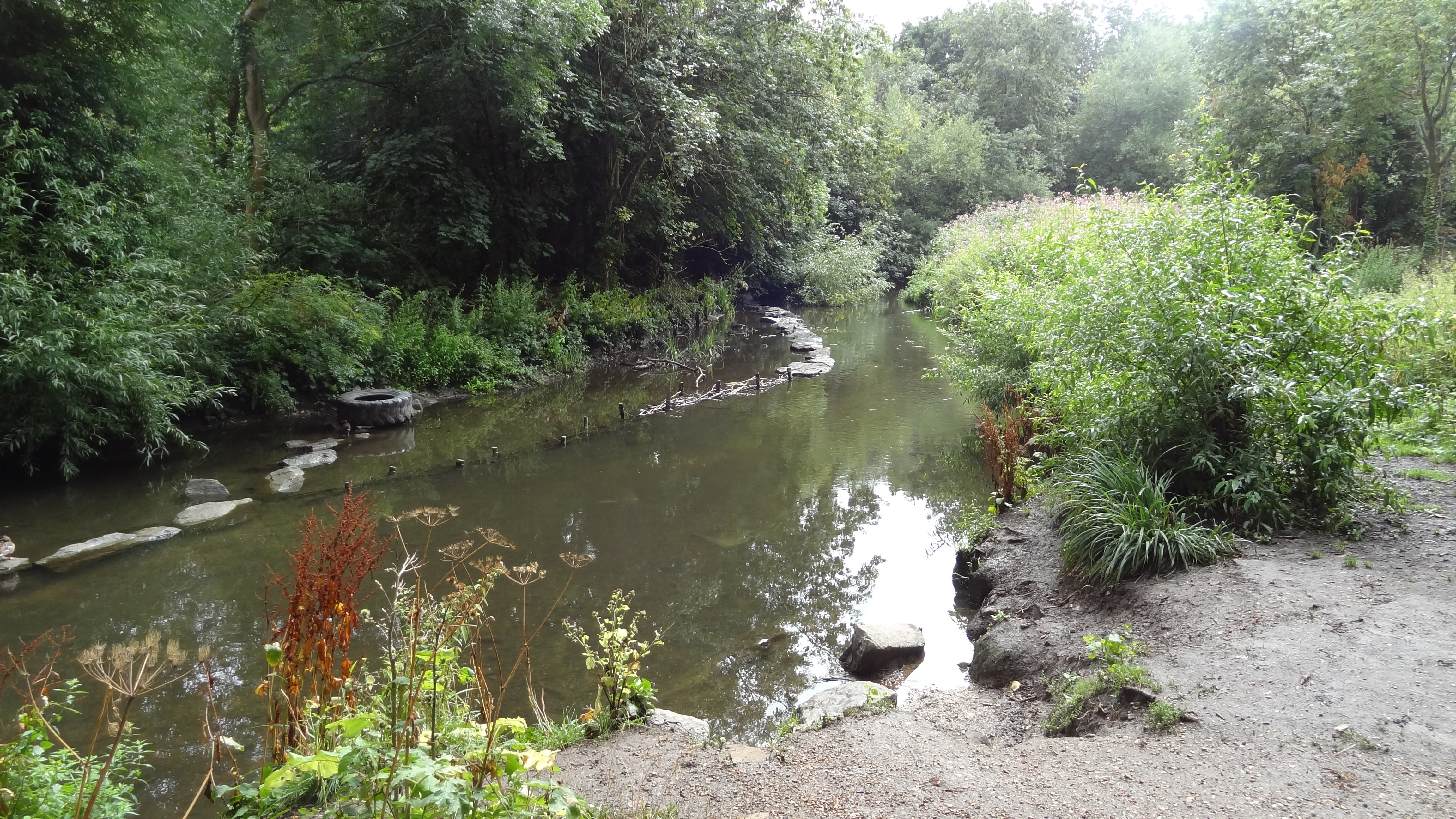
River Crane à Crane Park

La Hounslow Gunpowder Works a ouvert ses portes à la fin des années 1760 dans ce qui est maintenant l'extrémité ouest du parc. Crane Park Island a été créée pour fournir un étang au moulin à eau permettant de faire fonctionner les machines. Il y a eu de nombreuses explosions et on pense maintenant que la tour de tir (Shot Tower, photo de droite) était un moulin à vent pour la recirculation de l'eau servant à alimenter les moulins, plutôt qu'une tour de tir pour la fabrication de plombs. Le permis de fabrication de poudre à canon a été retiré en 1927 et une partie du site a été vendue au conseil municipal de Twickenham, qui l'a transformé en Crane Park. Celui-ci a ouvert ses portes en 1935 et en a été hérité par le Richmond Council lors de l'abolition du Twickenham Council en 1965. La Shot Tower (maintenant officiellement la Brick Tower) est un bâtiment classé de Grade II. 

## Faune
Le parc comprend de vastes zones boisées, ainsi que des pâturages et des berges de rivières. Il abrite également une importante archéologie industrielle. Il est géré pour encourager la faune, les grenouilles des marais et le rare campagnol d'eau, qui se reproduisent sur les rives de la rivière.

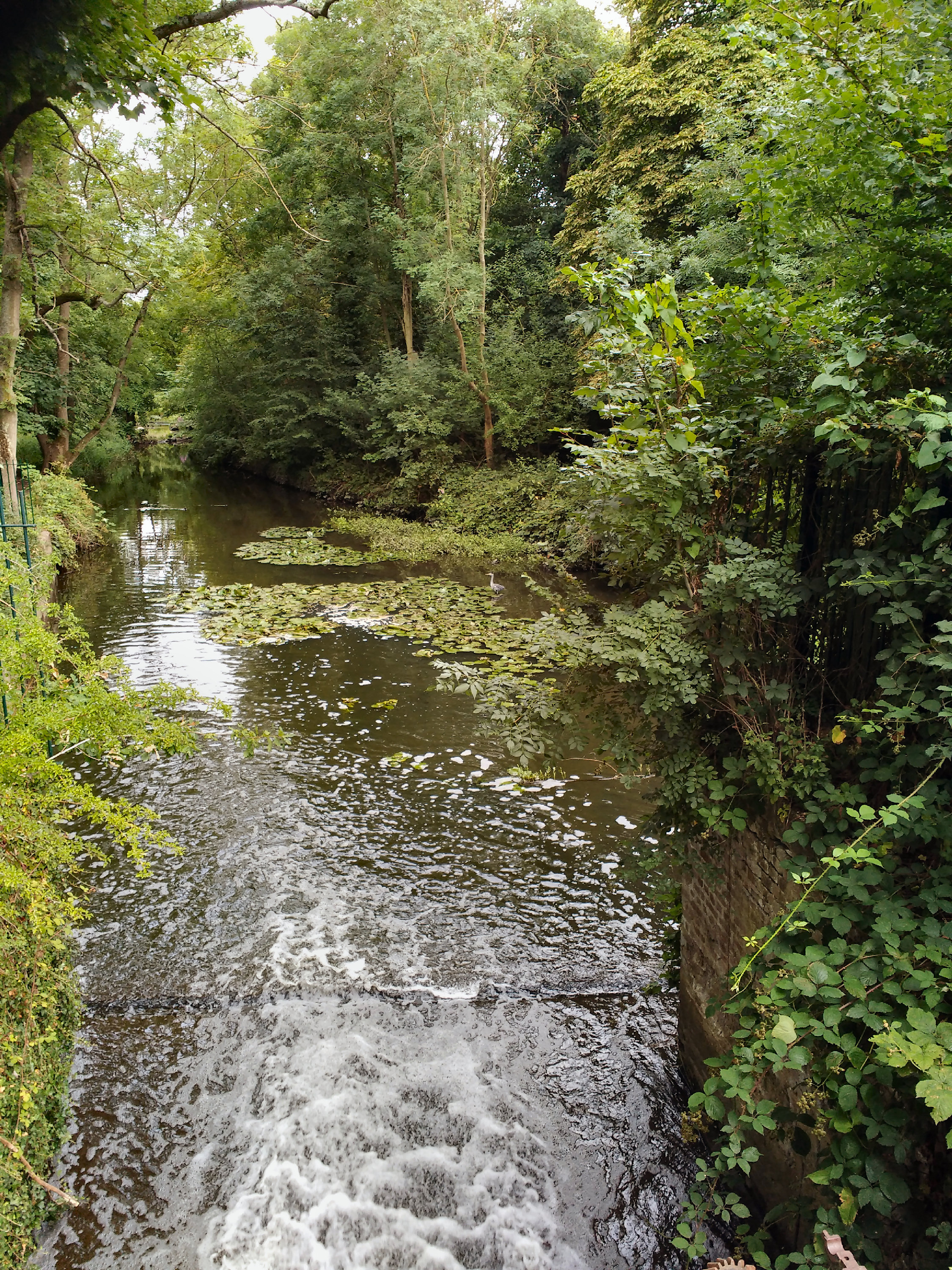
Crane River, Crane Park Island
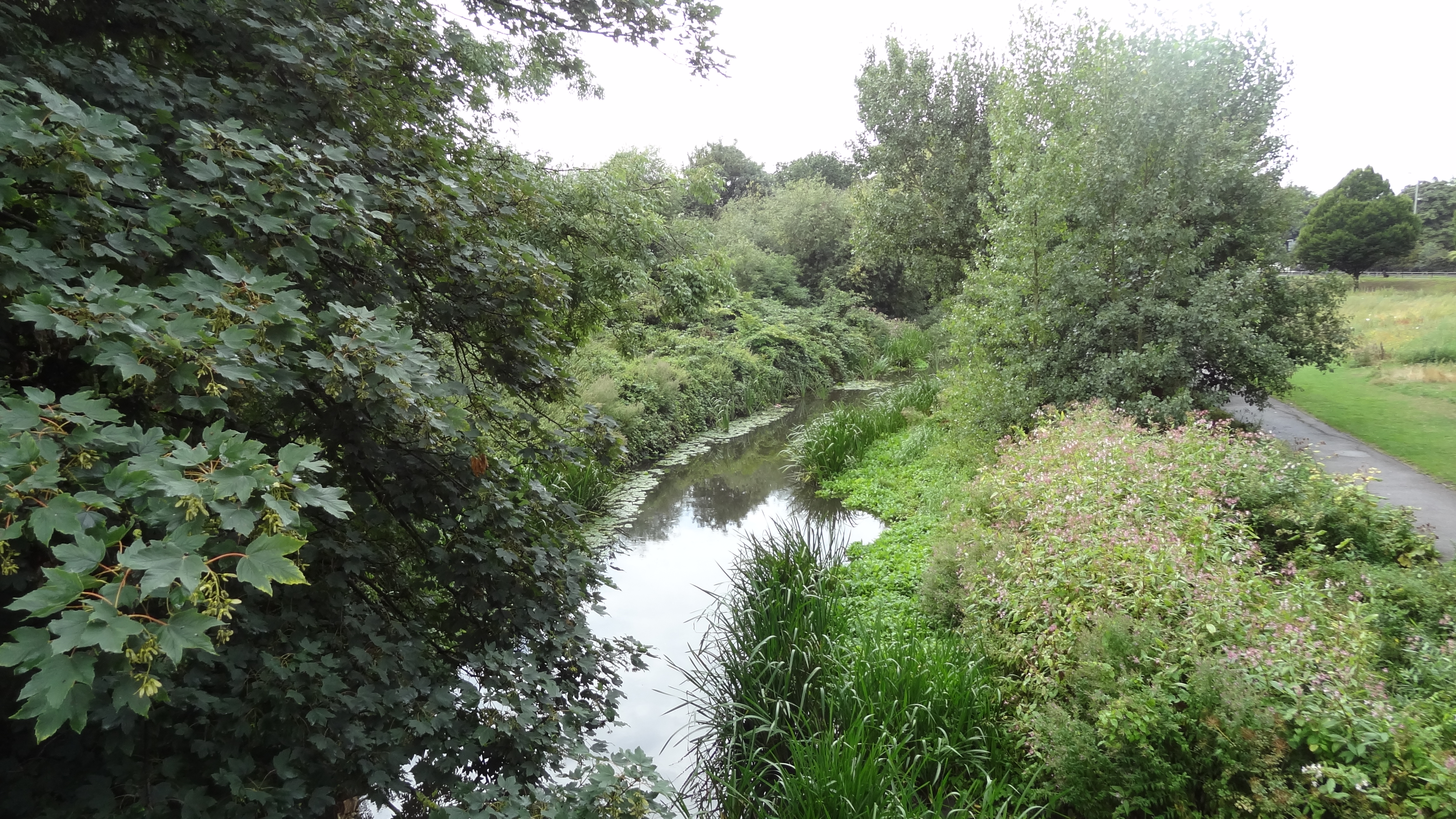
River Crane
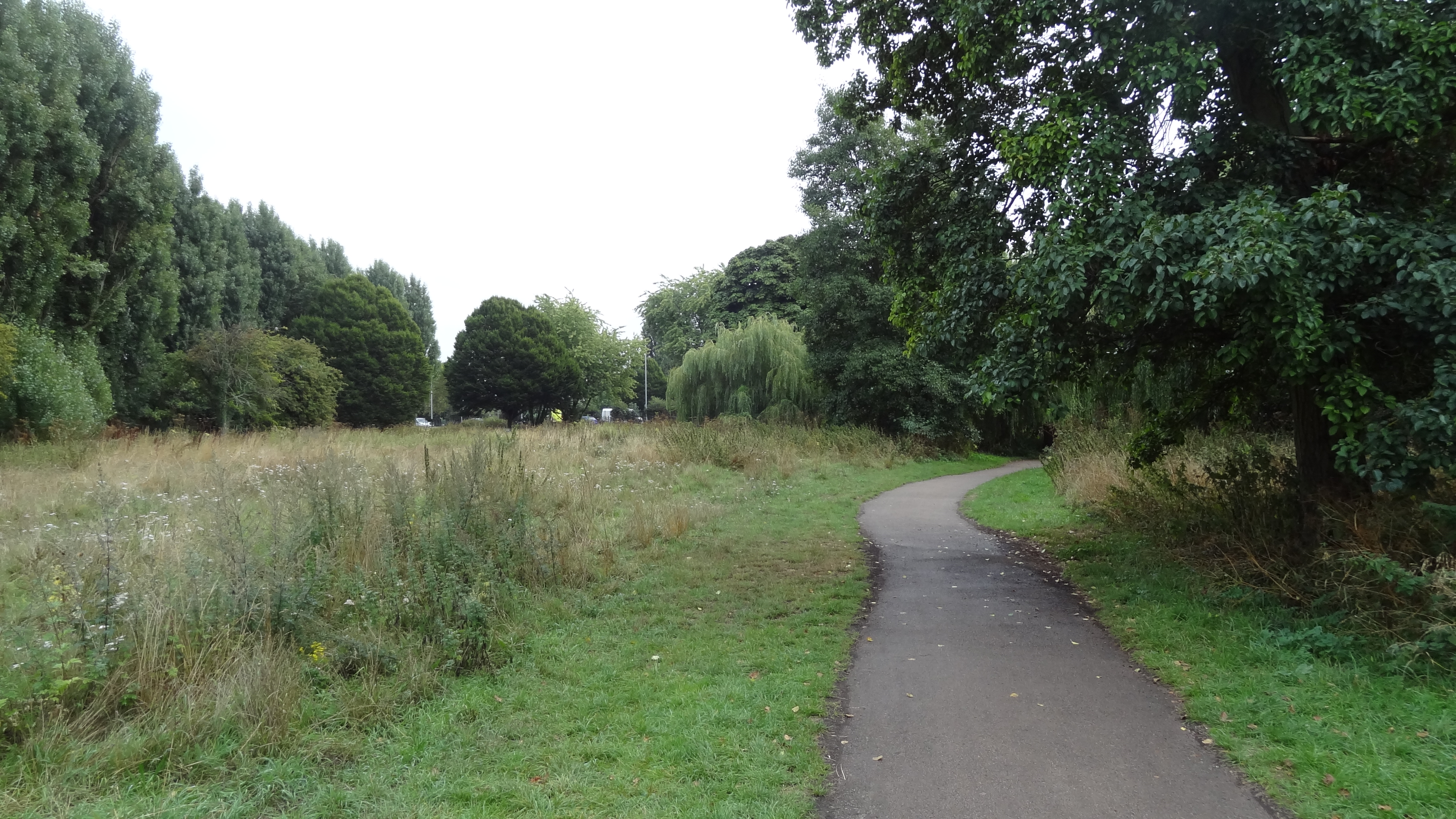
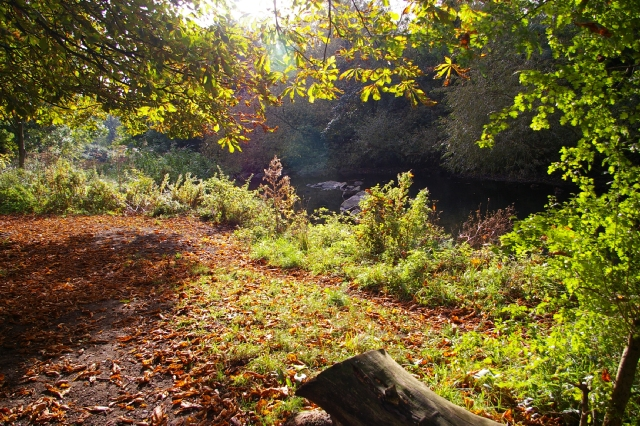

## Accès
Bien que le parc borde le quartier londonien de Hounslow, il n’est accessible que depuis Twickenham. Le sentier longue distance de London Loop traverse le parc. 